# Région ecclésiastique de Calabre

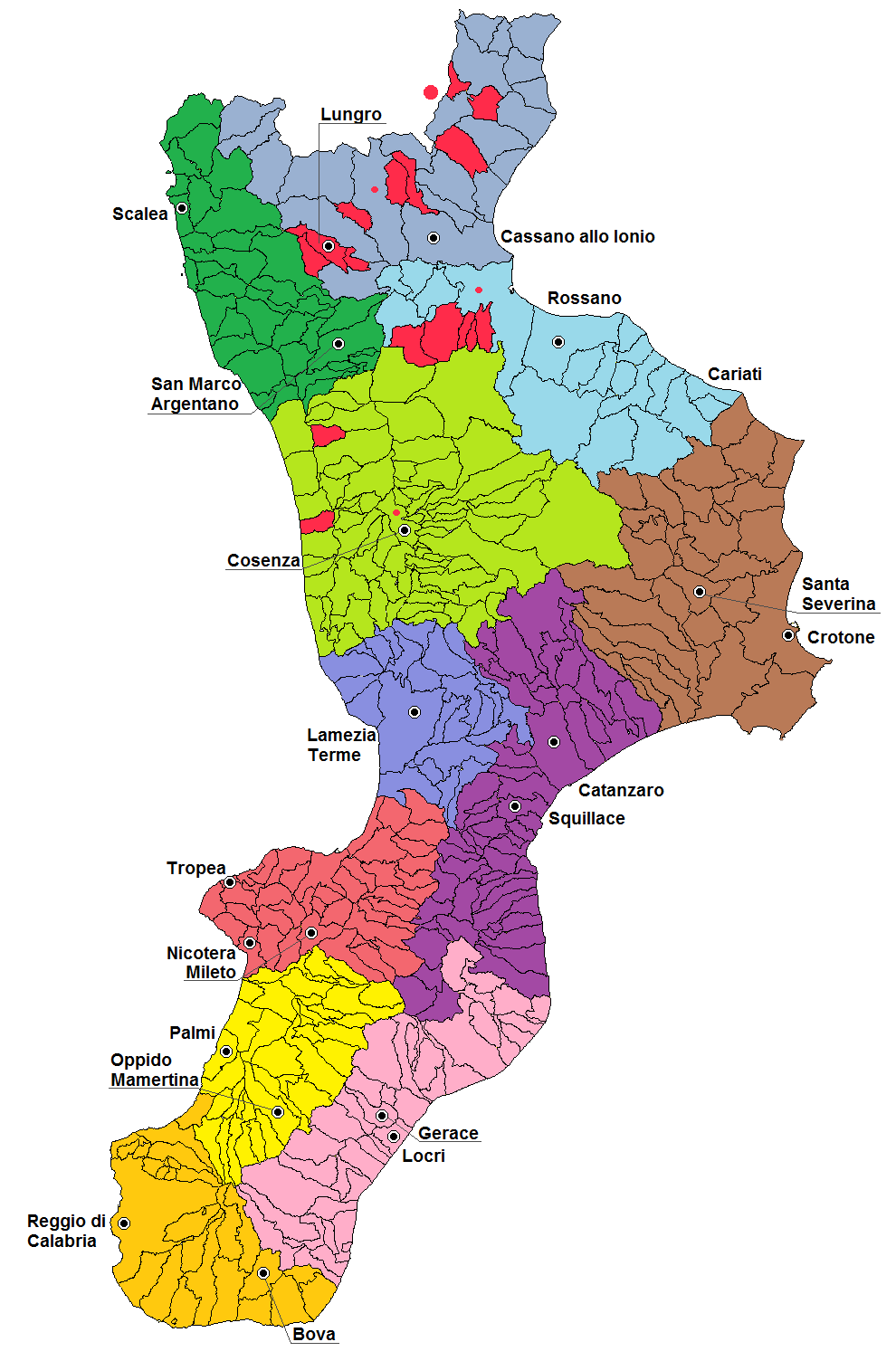
Carte de la région ecclésiastique de Calabre.

La région ecclésiastique de Calabre (en italien : Regione ecclesiastica Calabria) est l'une des seize régions ecclésiastiques que compte l'Église catholique romaine en Italie.
Cette circonscription d'une superficie de 15 544 km² couvre la totalité de la région administrative de la Calabre et ses 2 050 721 habitants répartis sur 995 paroisses. En 2025, elle compte 1 085 religieux séculiers, 265 religieux réguliers et 228 diacres permanents.

## Archidiocèses et diocèses de la région
La région compte 3 archidiocèses, 8 diocèses et 1 éparchie :
- Archidiocèse de Catanzaro-Squillace
  - Archidiocèse de Crotone-Santa Severina
  - Diocèse de Lamezia Terme

- Archidiocèse de Cosenza-Bisignano
  - Archidiocèse de Rossano-Cariati
  - Diocèse de Cassano allo Ionio
  - Diocèse de San Marco Argentano-Scalea

- Archidiocèse de Reggio de Calabre-Bova
  - Diocèse de Locri-Gerace
  - Diocèse de Mileto-Nicotera-Tropea
  - Diocèse d'Oppido Mamertina-Palmi

- Éparchie de Lungro (dépendant directement du Saint-Siège)

### Articles liés
- Église catholique en Italie
- Liste des diocèses et archidiocèses d'Italie